# بوبکر کیبی
بوبکر کبه (زادهٔ ۱۰ مه ۱۹۸۷) بازیکن فوتبال حرفه‌ای اهل بورکینافاسو-مالی است که برای تیم آنتانت سن گراتین در لیگ دسته چهارم فرانسه بازی می‌کند.

## سابقه بازی

### سابقه باشگاهی
کبه در آذر ماه ۱۳۹۱ به داماش گیلان پیوست و در اولین بازی خود مقابل تیم استقلال تهران در ورزشگاه دکتر عضدی رشت موفق به گلزنی شد. وی در آبان ماه سال ۱۳۹۲ به تیم فوتبال استقلال تهران پیوست.
وی پیش ازاین در لیگ دسته اول با تیم بوردو فرانسه و در تیم‌های دسته دومی لیبورن، نیمز و استراسبورگ فرانسه حضور دارد و پس از مصدومیت به عضویت یک تیم دسته سومی فرانسه درآمد و در مجموع ۱۱۵ بازی در لیگ‌های فرانسه به میدان رفته است.

### سابقه ملی
وی در تیم ملی زیر ۲۰ سال مالی سابقه بازی و حضور در جام ملت‌های آفریقا دارد و پس از آن به عضویت تیم ملی زیر ۲۳ سال بورکینافاسو درآمد. وی سابقه یک بازی ملی برای تیم ملی فوتبال بورکینافاسو را دارد.